# Tetrazine

Struttura dell'1,2,3,4-tetrazina

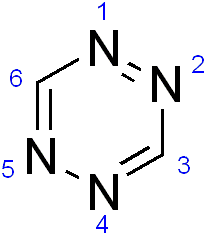
Struttura dell'1,2,4,5-tetrazina

Il nome tetrazine designa una classe di tre isomeri strutturali risultanti dalla sostituzione formale nella molecola del benzene di quattro atomi di carbonio con altrettanti atomi di azoto, la cui formula molecolare è quindi C2H2N4. Come le azine, le diazine e le triazine, anche le tetrazine sono composti eterociclici aromatici.
Le tre possibili tetrazine isomere differiscono per le posizioni degli atomi N nell'anello a 6 membri e sono la 1,2,3,4-Tetrazina, la 1,2,3,5-Tetrazina e la 1,2,4,5-Tetrazina. Tuttavia, delle tetrazine solo la 1,2,4,5-tetrazina è stata sintetizzata; la 1,2,3,4-tetrazina, con 4 atomi di azoto consecutivi, non è nota.